# Кекроп
Кекроп (Κέκροψ), по предању је оснивач Атине и њеног Акропоља. Био је син Земље, која га је родила као получовека—полузмију. Његово тело се завршавало великим змијским репом. Сматран је великим доброчинитељем људи: према миту, увео је моногамију, сахрањивање мртваца, пронашао писмо, пресуђивао у споровима. 
Керкоп је основао Атину у Атици у време када су се за власт над целом земљом спорили Посејдон и богиња Атина Палада, најдража Зевсова кћи. Да би решили тај спор сви богови на челу са Зевсом су се сакупили на атинском Акропољу. Позван је и Кекроп да би решио коме треба да припадне власт у Атици. 
Богови су одлучили да власт дају оном ко земљи донесе вреднији дар. Посејдон удари својим трозубом о стену из које потече слана морска вода, а Атина забоде своје копље у земљу одакле израсте плодоносна маслина. Кекроп одлучи да је Атинин поклон вреднији јер мора и морске воде има вуда окола а маслина са богатим плодовима ће више користи народу.
Богови су прихватили ту одлуку и Атини Палади дали власт над градом који је основао Кекроп и читавом Атиком. 
Од тог времена се Кекропов град назив Атина. Керкоп је у граду основао светилиште у част Атини заштитници града и њеном оцу Зевсу. Кекрокове кћери су биле прве Атинине свештенице, а он је постао први атички краљ.